# 楚果谢珠林寺
楚果谢珠林寺（藏语称楚果谢珠林），简称楚果寺，是位于中国西藏自治区阿里地区普兰县的一座藏传佛教格鲁派寺院。

## 简介
楚果寺位于西藏自治区阿里地区普兰县境内冈底斯山附近的圣湖玛旁雍错南岸。“楚果”的意思是清净水从此流出。佛学翻译家热罗杂哇曾在该地修行并传佛法，弟子们为纪念他而建了该寺，到21世纪初已有四百余年的历史。
楚果寺是一座仅有十多位喇嘛的小寺庙，周围方圆数十里内没有一户人家。该寺海拔4500多米，交通不便，气候寒冷。
1984年，当地人民政府批准修复楚果寺，1983年来到该寺的喇嘛洛桑山丹出任楚果寺民管会副主任。随后十几年，楚果寺在洛桑山丹等人的带领下，已在历史废墟上建起了一座经堂（192平方米）、几十间僧舍（约1500平方米）。后来，洛桑山丹担任了楚果寺民管会主任。